# 제4비행사단
제5비행사단(일본어: 第4飛行師団 다이욘히코시단[*])은 일본 제국 육군 항공대의 항공사단이다. 단대호 4FD, 통칭호는 "翼 쓰바사[*] 11601".

## 역사
1942년 2월 2일, 만주에서 제4비행집단으로 창설되어, 4월 15일에 제4비행사단으로 개명되었다.  
전쟁 말기에 필리핀으로 사령부를 옮기면서, 장비 대부분이 제2비행사단으로 넘겨져, 기지관리부대가 되버렸다.

## 지휘부

### 사단장
| # | 계급 | 성명            | 취임일         | 이임일          | 비고 |
| - | ---- | --------------- | -------------- | --------------- | ---- |
| 1 | 중장 | 시모야마 다쿠마 | 1942년 2월 2일 | 1942년 4월 15일 |      |

| # | 계급 | 성명              | 취임일           | 이임일          | 비고  |
| - | ---- | ----------------- | ---------------- | --------------- | ----- |
| 1 | 중장 | 시모야마 다쿠마   | 1942년 4월 15일  | 1943년 5월 19일 | [ 1 ] |
| 2 | 중장 | 사카구치 요시타로 | 1943년 5월 19일  | 1944년 3월 22일 | [ 1 ] |
| 3 | 중장 | 기노시타 이사무   | 1944년 3월 22일  | 10월 21일       | [ 2 ] |
| 4 | 중장 | 미카미 기조       | 1944년 10월 21일 | 종전            | [ 2 ] |

### 참모장
| # | 계급 | 성명            | 취임일         | 이임일          | 비고  |
| - | ---- | --------------- | -------------- | --------------- | ----- |
| 1 | 대좌 | 마쓰자와 교헤이 | 1940년 2월 2일 | 1942년 3월 24일 | [ 3 ] |

| # | 계급 | 성명                  | 취임일          | 이임일         | 비고  |
| - | ---- | --------------------- | --------------- | -------------- | ----- |
| 1 | 대좌 | 마쓰자와 교헤이       | 1942년 4월 15일 | 1944년 4월 1일 | [ 4 ] |
| 2 | 소장 | 사루자와타리 아쓰타카 | 1944년 4월 1일  | 종전           | [ 5 ] |

## 전투 서열, 종전당시
| 전투부대 - 독립비행 제52중대 (정찰) | 비행장부대 - 제6항공지구사령부 - 네그로스섬 - 제10항공지구사령부 - 클라크 - 제13항공지구사령부 - 다바오 - 제31항공지구사령부 - 카가얀 - 제33항공지구사령부 - 제34항공지구사령부 - 제36항공지구사령부 - 제8비행장대대 - 제12비행장대대 - 제14비행장대대 - 제26비행장대대 - 제31비행장대대 - 제32비행장대대 - 제33비행장대대 - 제37비행장대대 - 제98비행장대대 - 제99비행장대대 - 제102비행장대대 - 제103비행장대대 - 제114비행장대대 - 제123비행장대대 - 제124비행장대대 - 제125비행장대대 - 제126비행장대대 - 제127비행장대대 - 제136비행장대대 - 제137비행장대대 - 제150비행장대대 - 제151비행장대대 - 제152비행장대대 - 제153비행장대대 - 제154비행장대대 - 제3야전비행장설정사령부 - 다바오 - 제5야전비행장설정사령부 - 제24야전비행장설영대 - 제125야전비행장설영대 - 제126야전비행장설영대 - 제127야전비행장설영대 - 제134야전비행장설영대 - 제135야전비행장설영대 - 제138야전비행장설영대 - 제140야전비행장설영대 | 통신부대 - 제22야전기상측정대 군수(정비, 보급)부대 - 제7야전항공보급창 |

## 기록

### 계보
- 1942년 2월 2일, 第4飛行集団 →제4비행집단
- 1942년 4월 15일, 第4飛行師団 →제4비행사단

### 소속
- 제14방면군, (날짜불명)

## 참고 자료
- 秦郁彦 (2005). 《日本陸海軍総合事典》 (일본어) 2판. 東京大学出版会.
- 外山操 (1981). 《陸海軍将官人事総覧 陸軍篇》 (일본어). 芙蓉書房.
- 外山操 (1987).  森松俊夫, 편집. 《帝国陸軍編制総覧》 (일본어). 芙蓉書房.
- 木俣滋郎 (1987). 《陸軍航空隊全史》. 航空戦史シリーズ90 (일본어). 朝日ソノラマ.
- 《太平洋戦争師団戦史》. 別冊歴史読本 戦記シリーズNo.32 (일본어). 新人物往来社. 1996.
- 防衛研究所戦史室 (1976). 《陸軍航空の軍備と運用（3）大東亜戦争終戦まで》. 戦史叢書 (일본어). 朝雲新聞社. ASIN: B000J9J2WO.